# Opistharsostethus tripunctatus
Opistharsostethus tripunctatus är en insektsart som beskrevs av Victor Lallemand 1930. Opistharsostethus tripunctatus ingår i släktet Opistharsostethus och familjen spottstritar. Inga underarter finns listade i Catalogue of Life.